# Leptotarsus (Brevicera) heterogamus
Leptotarsus (Brevicera) heterogamus is een tweevleugelige uit de familie langpootmuggen (Tipulidae). De soort komt voor in het Australaziatisch gebied.